# Body Language (chanson de Queen)
Pour les articles homonymes, voir Body Language.
Singles de Queen
Under Pressure
(1982) Las Palabras de Amor (The Words of Love)
(1982)
Pistes de Hot Space
Back Chat Action This Day
Body Language est une chanson du groupe de rock britannique Queen, sorti en 1982. C'est le second single extrait de l'album Hot Space, sorti la même année. Recevant un accueil mitigé dans son pays d'origine, la chanson a cependant été beaucoup diffusée sur les radios américaines et a de ce fait eu un certain succès.

## Autour de la chanson
Poursuivant dans la veine funk-disco après l'énorme succès de Another One Bites the Dust, Freddie Mercury écrit ce titre sans y inclure de guitare, instrument pourtant à la base de tous leurs succès des années 1970 et véritable marque de fabrique de Queen. Les paroles sont assez suggestives et la musique est des plus sulfureuses, comme l'est également le clip.
La face B du single contient la chanson Life is Real (Song for Lennon), chanson hommage à l'ex-Beatles Lennon, assassiné à New York en décembre 1980, plus d'un an avant la sortie de la chanson.
Lors du Hot Space Tour, la chanson n'a été jouée qu'aux États-Unis : le public anglais boudait l'orientation « dance » que prenait Queen alors que les américains en étaient plus fans.

## Clip
Le clip a été réalisé par Mike Hodges, et tourné au mois d'avril 1982. Source de nombreuses controverses à l'époque, les thèmes de ce clip paraissent aujourd'hui plutôt courants. Filmé à Toronto au Canada, il nous présente plusieurs danseurs et danseuses avec des tenues très suggestives, dans une ambiance plutôt chaude. Freddie Mercury, au contraire des autres membres de Queen, semblait particulièrement apprécier l'atmosphère qui régnait lors du tournage.
À cause de ces éléments, le clip a été interdit d'antenne aux États-Unis et, comme la plupart des autres clips des singles issus de Hot Space, il a été rarement diffusé à la télévision avant d'être enfin disponible sur le DVD Greatest Video Hits 2.

## Classements
| Classements (1982) | Position |
| ------------------ | -------- |
| Canada             | 3        |
| Espagne            | 5        |
| Pays-Bas           | 6        |
| Norvège            | 6        |
| Autriche           | 11       |
| États-Unis         | 11       |
| Irlande            | 13       |
| Royaume-Uni        | 25       |
| Allemagne          | 27       |
| Australie          | 28       |
| France             | 58       |

## Crédits
- Freddie Mercury : chant principal, chœurs, synthétiseur et boîte à rythmes
- Brian May : guitare électrique
- Roger Taylor : batterie électronique

## Utilisations
Les Foo Fighters utilisent la chanson dans Hot Buns, une vidéo promotionnelle de leur tournée pour l'album Wasting Light (2011), dans laquelle les membres du groupe dansent nus sous la douche. Le chanteur du groupe Dave Grohl explique ce choix car le morceau « sonne comme la bande originale d'un porno gay ».